# Statistiche della A-League
Questa voce raccoglie statistiche e record significativi del campionato australiano di calcio della A-League dalla stagione 2005-2006.
Questa lista è suscettibile di variazioni e potrebbe essere incompleta o non aggiornata.

## Squadre

### Imbattibilità

#### Assoluta
- 36 giornate:  Brisbane Roar

Serie aperta sabato 18 settembre 2010: Brisbane Roar-Adelaide United 1-1
Serie chiusa domenica 4 dicembre 2011: Sydney FC-Brisbane Roar 2-0

#### Casalinga
- 27 giornate:  Sydney FC

Serie aperta domenica 10 aprile 2016: Sydney FC-Brisbane Roar 4-0
Serie chiusa sabato 17 marzo 2018: Sydney FC-Brisbane Roar 1-2

#### Esterna
- 16 giornate:  Brisbane Roar

Serie aperta domenica 3 ottobre 2010: Perth Glory-Brisbane Roar 1-2
Serie chiusa domenica 4 dicembre 2011: Sydney FC-Brisbane Roar 2-0

### Punti
- campionato a 8 squadre con 3 punti per vittoria: 45 punti -  Melbourne Victory nel 2006-2007
- campionato a 10 squadre con 3 punti per vittoria: 66 punti -  Sydney FC nel 2016-2017

Rapporto di 2,44 punti a partita

### Numero di vittorie
Maggior numero di vittorie complessive :
- campionato a 8 squadre: 14 -  Melbourne Victory nel 2006-2007
- campionato a 10 squadre: 20 -  Sydney FC nel 2016-2017 e 2017-2018

### Reti

#### Prolificità
- 64 gol:  Sydney FC nel 2017-2018

Media di una marcatura segnata ogni 42 minuti di gioco

#### Invulnerabilità
- 19 gol:  Sydney FC nel 2006-2007 e  Adelaide Utd nel 2008-2009 campionati a 8 squadre

Media di una marcatura subita ogni 99 minuti di gioco
- 12 gol:  Sydney FC nel 2016-2017 campionati a 10 squadre

Media di una marcatura subita ogni 225 minuti di gioco

### Attacchi e difese

#### Migliori attacchi e migliori difese
Statistiche aggiornate alla stagione 2019-2020
- Melbourne Victory: 5 volte miglior attacco e 1 volta miglior difesa
- Brisbane Roar: 2 volte miglior attacco e 4 volte miglior difesa
- Adelaide Utd: 3 volte miglior attacco e 2 volte miglior difesa
- Sydney FC: 4 volte miglior attacco e 5 volte miglior difesa
- C.C. Mariners e Perth Glory: 1 volta miglior attacco e 1 volta miglio difesa
- Newcastle Jets e Western Sydney: 1 volta miglior difesa
- Melbourne City: 1 volta miglior attacco

### Partite con più gol
Gli incontri del campionato australiano con più gol segnati in assoluto (10) sono due:
- 2017-2018 - 14 aprile 2018 - C.C. Mariners-Newcastle Jets 2-8
- 2018-2019 - 9 marzo 2019 - C.C. Mariners-Wellington Phoenix 2-8

Sei incontri invece hanno visto realizzare nove reti:
- 2007-2008 - 22 dicembre 2007 - C.C. Mariners-Sydney FC 4-5
- 2010-2011 - 21 gennaio 2011  - Adelaide Utd-N. Queensland Fury 8-1
- 2012-2013 - 3 novembre 2012 - C.C. Mariners-Sydney FC 7-2
- 2014-2015 - 15 marzo 2015 - Sydney FC-Brisbane Roar 5-4
- 2015-2016 - 20 febbraio 2016 - Perth Glory-Brisbane Roar 6-3
- 2016-2017 - 16 aprile 2017 - Perth Glory-Melbourne City 5-4

Quattro incontri hanno invece visto realizzare otto reti:
- 2009-2010 - 23ª giornata - 16 gennaio 2010 - Melbourne Victory-Perth Glory 6-2
- 2011-2012 - 4ª giornata - 28 ottobre 2011 - Brisbane Roar-Adelaide Utd 7-1
- 2012-2013 - 17ª giornata - 19 gennaio 2013 - Sydney FC-Wellington Phoenix 7-1
- 2018-2019 - 20ª giornata - 22 febbraio 2018 - C.C. Mariners-Brisbane Roar 3-5

## Calciatori

### Cannonieri

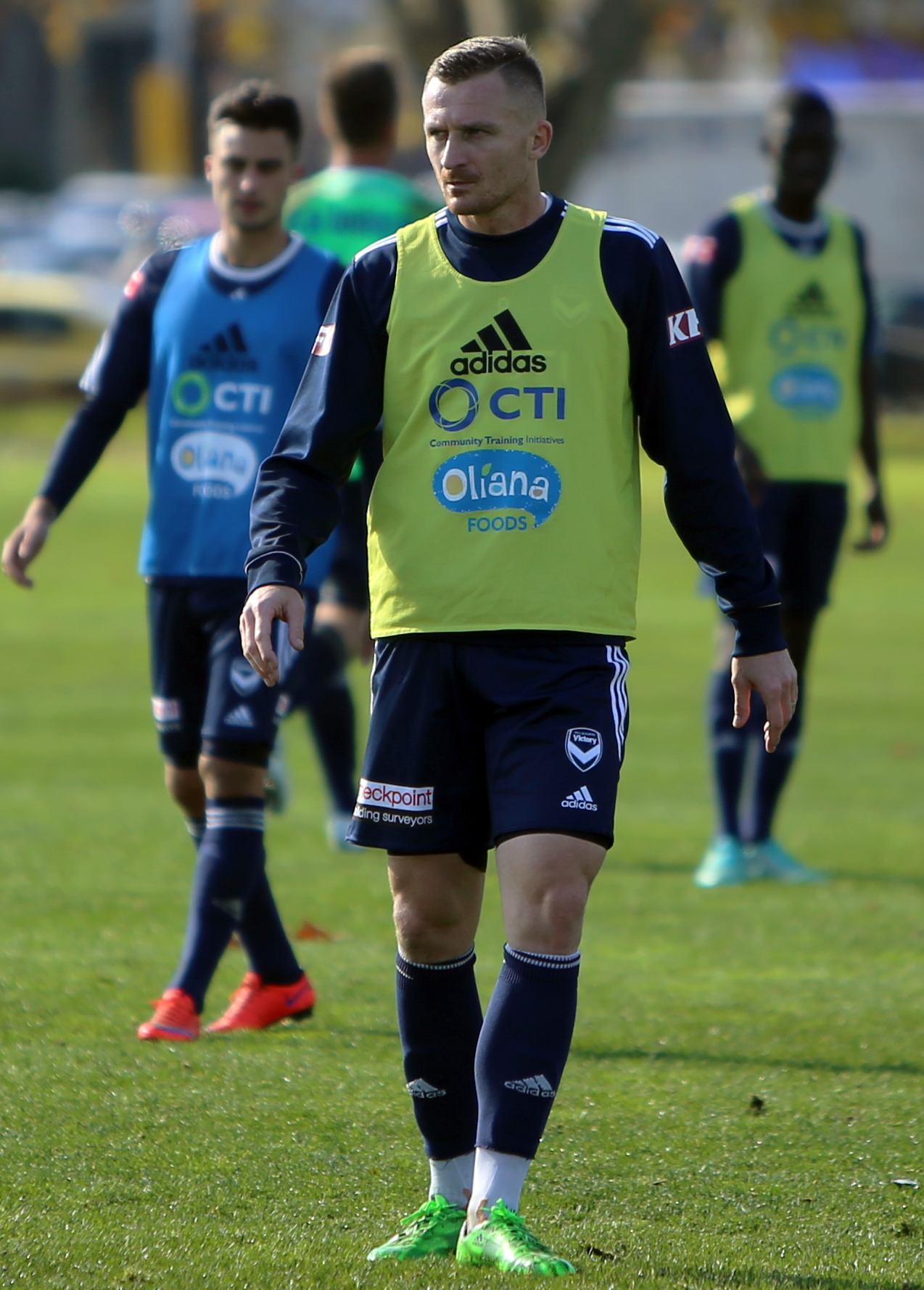
Besart Berisha, miglior marcatore in A-League

Primi 5 giocatori per numero di reti assolute in A-League (aggiornato alla stagione 2017-2018):
- Besart Berisha  116
- Shane Smeltz 92
- Archie Thompson 90
- Alex Brosque 67
- Mark Bridge 62

In grassetto i giocatori ancora in attività in A-League.

### Classifica presenze in A-League

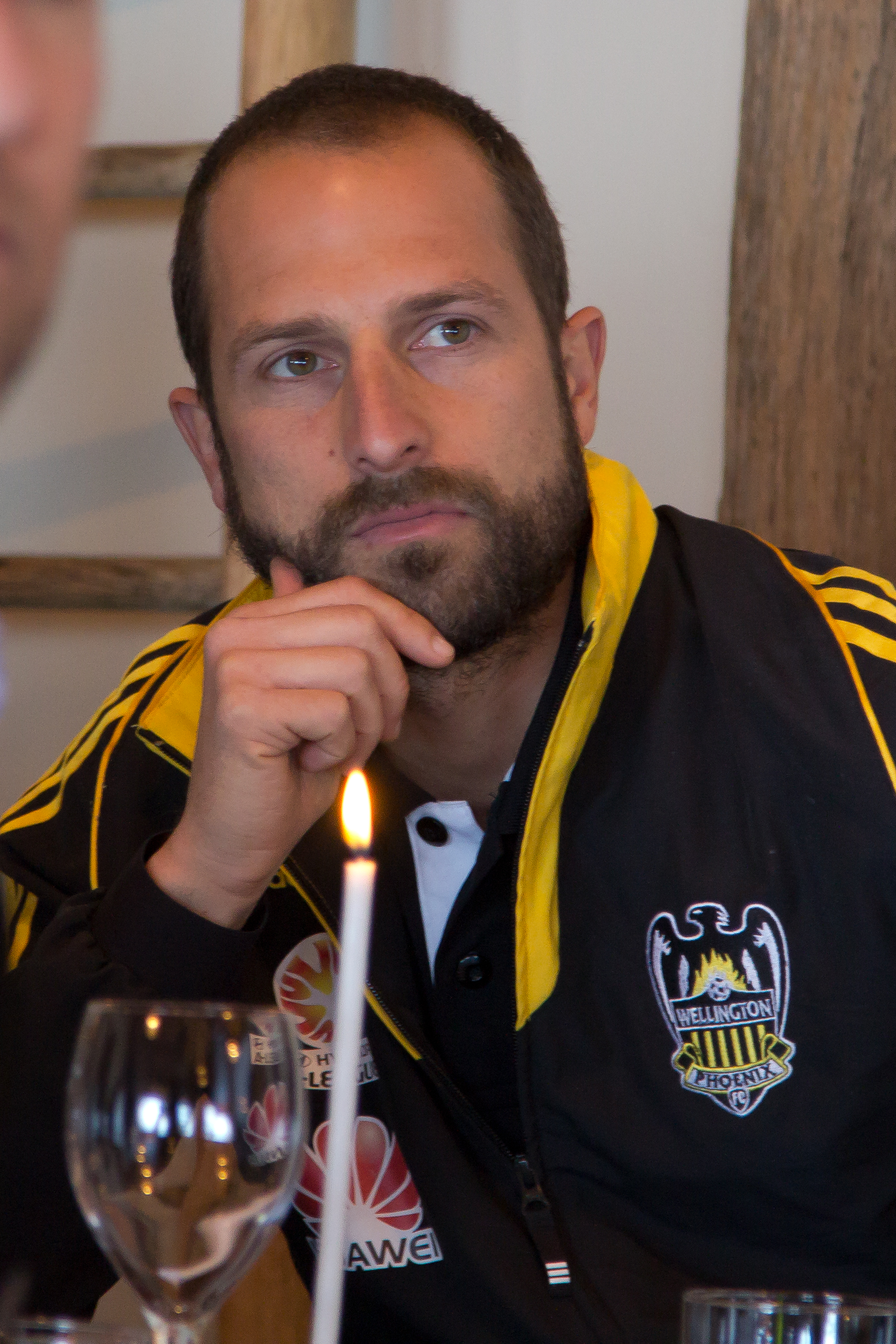
Andrew Durante, detentore del record di presenze in A-League

Primi 5 giocatori per numero di presenze assolute in A-League (aggiornato alla stagione 2017-2018)
- Andrew Durante 287
- Danny Vukovic 278
- Nikolai Topor-Stanley 264
- Leigh Broxham 263
- Eugene Galeković 261

In grassetto i giocatori ancora in attività in A-League.

## Allenatori

### Classifica presenze in A-League
Primi 6 allenatori per numero di presenze assolute in A-League (aggiornato alla stagione 2017-2018):
- Ernie Merrick 269
- Graham Arnold 211
- Ricki Herbert 159
- John van't Schip
- Kevin Muscat 142
- Tony Popović 142

In grassetto gli allenatori ancora in attività in A-League.

### Allenatori vincitori
Allenatori che hanno vinto in A-League (aggiornato alla stagione 2016-2017):
1. Graham Arnold 2
2. Ernie Merrick 2
3. Ange Postecoglou 2
4. Guillermo Amor 1
5. Pierre Littbarski 1
6. Gary van Egmond 1
7. John Kosmina 1
8. Mike Mulvey 1
9. Kevin Muscat 1

In grassetto gli allenatori ancora in attività in A-League.